# Rafnia ovata
Rafnia ovata är en ärtväxtart som beskrevs av Ernst Meyer. Rafnia ovata ingår i släktet Rafnia och familjen ärtväxter. Inga underarter finns listade i Catalogue of Life.